# Valentin Ivanov (football)
Pour les articles homonymes, voir Valentin Ivanov et Ivanov.

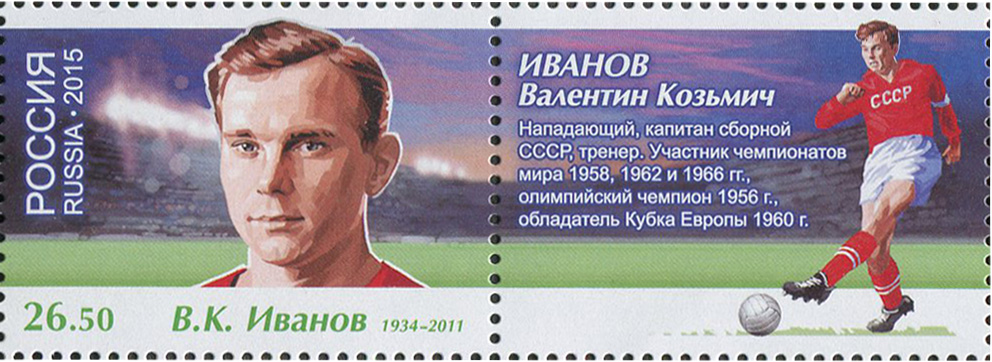
Valentin Ivanov sur un timbre russe (2015)

Valentin Kozmitch Ivanov (en russe : Валентин Козьмич Иванов), né le 19 novembre 1934 à Moscou et mort le 8 novembre 2011 à Moscou, est un  footballeur soviétique, puis entraîneur russe. 
Avec 26 buts en 59 sélections, c'est le troisième meilleur buteur de l'équipe nationale soviétique, derrière Oleg Blokhine et Oleh Protasov.
Il est le père de Valentin Valentinovitch Ivanov, arbitre international de football, et le mari de Lidia Ivanova, championne olympique de gymnastique artistique.

## Biographie

### En club
Valetin Ivanov commence à travailler à l'usine en tant que mécanicien. Il intègre alors l’équipe de football de l’usine, comme cela se faisait souvent à l'époque.
Repéré par Georgi Zharkov, ancien joueur des années 1930, il rejoint le club du Torpedo Moscou. C'est avec cette équipe qu'il effectuera l'intégralité de sa carrière, de 1953 à 1967. 
Il dispute avec le Torpedo un total de 287 matchs en première division soviétique, inscrivant 124 buts. A cinq reprises, il dépasse le cap des dix buts marqués en championnat : treize buts en 1956, puis 14 buts en 1957 et 1958, 17 buts en 1963, et enfin 14 buts en 1964.
Son palmarès est constitué de deux titres de champion d'URSS, gagnés en 1960 et 1965. Il réalise par ailleurs le doublé Coupe / Championnat en 1960.

### En équipe nationale
Valentin Ivanov reçoit 59 sélections en équipe d'URSS entre 1955 et 1965, inscrivant 26 buts.
Il joue son premier match en équipe nationale le 26 juin 1955, en amical contre la Suède. Il inscrit un but à cette occasion, avec à la clé une très large victoire (0-6) à Solna. Par la suite, le 11 juillet 1956, il inscrit son premier doublé avec l'URSS, lors d'une rencontre face à l'équipe d'Israël, avec pour résultat une large victoire 5-0 à Moscou.
En fin d'année 1956, il est retenu par le sélectionneur Gavriil Kachalin, afin de participer aux Jeux olympiques d'été de 1956 organisés à Melbourne en Australie. Lors du tournoi olympique, il inscrit un but contre l'Indonésie. L'Union soviétique s'impose en finale face à la Yougoslavie, avec Ivanov sur le banc des remplaçants.
Par la suite, en 1958, il dispute la Coupe du monde 1958, organisée en Suède. Lors de cette compétition, il inscrit un but contre l'Autriche en phase de poule. L'URSS s'incline en quart de finale face au pays organisateur.
Le 19 mai 1960, il est l'auteur de son deuxième doublé en équipe nationale, lors d'une rencontre amicale face à la Pologne. L'URSS l'emporte largement (7-1) à Moscou. Il dispute ensuite quelques semaines plus tard la phase finale de l'Euro 1960, organisé en France. Lors de cette compétition, il est à nouveau l'auteur d'un doublé contre la Tchécoslovaquie en demi-finale. L'URSS est sacrée championne d'Europe en battant la Yougoslavie en finale (victoire 2-1 à Paris).
Par la suite, en 1962, il participe à la Coupe du monde 1962, qui se déroule au Chili. Lors de ce mondial, il se met en évidence en marquant quatre buts en phase de poule : un but contre la Yougoslavie, puis un doublé contre la Colombie, et enfin un dernier but face à l'Uruguay. L'URSS s'incline en quart de finale face au pays organisateur. Ivanov termine meilleur buteur de ce mondial, à égalité avec cinq autres joueurs.
En 1964, il est retenu par le sélectionneur Konstantin Beskov, afin de disputer la phase finale de l'Euro 1964, organisé en Espagne. Lors de cette compétition, il inscrit un but en demi-finale face au Danrmark. L'URSS s'incline en finale face au pays organisateur.
Le 23 mai 1965, Ivanov inscrit son dernier doublé avec l'URSS, lors d'un match contre la Grèce rentrant dans le cadre des éliminatoires du mondial 1966 (victoire 3-1 à Moscou). Une semaine plus tard, il marque son dernier but en équipe nationale, face au Pays de Galles (victoire 2-1 à Moscou). Il reçoit sa dernière sélection le 4 juillet de la même année, lors d'une rencontre amicale face au Brésil, où l'URSS s'incline 0-3 à domicile.
A 15 reprises, il officie comme capitaine de la sélection soviétique.

### Carrière d'entraîneur
Après avoir raccroché les crampons, il entraîne le Torpedo à quatre reprises, remportant le championnat d'URSS en 1976, ainsi que trois coupes d'URSS, en 1968, 1972 et 1986.
Au début des années 2000, on lui diagnostique la maladie d'Alzheimer. Puis, à partir de 2003, il devient conseiller du président du Torpedo.
Il meurt le 8 novembre 2011, à l'âge de 76 ans.

## Statistiques
| Saison                | Club                  | Championnat           | Championnat | Championnat | Coupe(s) nationale(s) | Coupe(s) nationale(s) | Union soviétique | Union soviétique | Total | Total |
| Saison                | Club                  | Division              | M.          | B.          | M.                    | B.                    | M.               | B.               | M.    | B.    |
| 1953                  | Torpedo Moscou        | D1                    | 17          | 3           | 2                     | 0                     | -                | -                | 19    | 3     |
| 1954                  | Torpedo Moscou        | D1                    | 22          | 7           | 2                     | 0                     | -                | -                | 24    | 7     |
| 1955                  | Torpedo Moscou        | D1                    | 13          | 6           | 1                     | 1                     | 1                | 1                | 15    | 8     |
| 1956                  | Torpedo Moscou        | D1                    | 21          | 13          | -                     | -                     | 8                | 5                | 29    | 18    |
| 1957                  | Torpedo Moscou        | D1                    | 22          | 14          | 4                     | 0                     | 5                | 1                | 31    | 15    |
| 1958                  | Torpedo Moscou        | D1                    | 18          | 14          | 4                     | 1                     | 8                | 3                | 30    | 18    |
| 1959                  | Torpedo Moscou        | D1                    | 21          | 6           | 1                     | 2                     | 3                | 1                | 25    | 9     |
| 1960                  | Torpedo Moscou        | D1                    | 17          | 8           | 2                     | 4                     | 4                | 4                | 23    | 16    |
| 1961                  | Torpedo Moscou        | D1                    | 23          | 9           | 5                     | 7                     | 7                | 0                | 35    | 16    |
| 1962                  | Torpedo Moscou        | D1                    | 13          | 4           | -                     | -                     | 7                | 5                | 20    | 9     |
| 1963                  | Torpedo Moscou        | D1                    | 36          | 17          | 2                     | 0                     | 5                | 1                | 43    | 18    |
| 1964                  | Torpedo Moscou        | D1                    | 30          | 14          | -                     | -                     | 6                | 2                | 36    | 16    |
| 1965                  | Torpedo Moscou        | D1                    | 22          | 7           | -                     | -                     | 5                | 3                | 27    | 10    |
| 1966                  | Torpedo Moscou        | D1                    | 11          | 2           | 1                     | 0                     | -                | -                | 12    | 2     |
| 1967                  | Torpedo Moscou        | D1                    | 1           | 0           | -                     | -                     | -                | -                | 1     | 0     |
| Total sur la carrière | Total sur la carrière | Total sur la carrière | 287         | 124         | 24                    | 15                    | 59               | 26               | 370   | 165   |

## Palmarès

### Palmarès de joueur
Union soviétique
- Champion olympique en 1956.
- Champion d'Europe en 1960.
- Vice-champion d'Europe en 1964.

 Torpedo Moscou
- Champion d'Union soviétique en 1960 et 1965.
- Vice-champion d'Union soviétique en 1957, 1961 et 1964.
- Vainqueur de la Coupe d'Union soviétique en 1960.
- Finaliste de la Coupe d'Union soviétique en 1958, 1961 et 1966.

Distinctions personnelles
- Meilleur buteur du Mondial 62 avec quatre buts (à égalité avec 5 joueurs).
- Meilleur buteur du Championnat d'Europe 1960 avec deux buts.
- Ordre du Mérite de l'UEFA.

### Palmarès d'entraîneur
Torpedo Moscou
- Champion d'Union soviétique en 1976.
- Vainqueur de la Coupe d'Union soviétique en 1968 et 1986.